# Перес Тика, Херемиас
Херемиас Леонель Перес Тика (исп. Jeremías Leonel Pérez Tica; род. 16 апреля 2003, Фунес, Санта-Фе) — аргентинский футболист нападающий клуба «Ньюэллс Олд Бойз».

## Клубная карьера
Перес — воспитанник клубов «Дефенсорес де Фунес» и «Ньюэллс Олд Бойз». 20 марта 2023 года в матче против «Сан-Лоренсо» он дебютировал в аргентинской Примере в составе последнего.